# 한산사터
한산사터는 전라남도 진도군 군내면 한사리 190번지에 있는 고려시대의 절터이다. 2012년 2월 29일 진도군의 향토문화유산(유형유산) 제21호로 지정되었다.

## 개요
한산사터는 진도군 군내면 한사리 190번지에 위치한 고려시대의 절터이다.
'한산사(寒山寺)' 또는 '한사'로 전하고 있지만 문헌기록에는 없다. 이 마을의 정순홍씨 밭에 소재하고 있는데 주민들은 이곳을 '절고랑창' 또는 '절골'이라 부르고 있다.
한산사터는 군내면 한사리 190번지, 즉 한사리 마을 뒤 북쪽편의 마령산 아래 저평한 구릉지대에 위치하고 있다.
이 절터에서 삼층석탑으로 보인 일부 석재와 삼각형의 판석에 양각한 불상, 그리고 흩어진 와편 등이 발견되었다. 석탑의 전테규모를 파악할 수 없어 정확한 연대를 알 수 없으나 일부 남아있는 탑재들의 양식으로 보아 고려말로 추정되며 불상은 조선시대로 보인다. 1990년대 까지는 불상과 탑재가 있었으나 현재는 도난되어 소재를 알 수 없다.